# 10298 Jiangchuanhuang
10298 Jiangchuanhuang este o planetă minoră (asteroid), cu un diametru de 7,911 km, din centura de asteroizi. A fost descoperită pe 16 septembrie 1988 la Observatorio de Cerro Tololo⁠(d) de Schelte J. Bus. 
Obiectul prezintă o orbită caracterizată de o semiaxă mare de 2,5932566 UAi, o excentricitate de 0,02, o înclinație de 2,69063 ° în raport cu ecliptica.